# Szachciorski
Szachciorski (biał. Шахцёрскі; ros. Шахтёрский) – przystanek kolejowy w pobliżu miejscowości Pohost 2 i przy kopalni soli potasowej Soligorsk 3, w rejonie soligorskim, w obwodzie mińskim, na Białorusi. Leży na linii Słuck – Soligorsk.